# Viréo de la Jamaïque
Vireo modestus
Espèce
Statut de conservation UICN

 LC  : Préoccupation mineure
Le Viréo de la Jamaïque (Vireo modestus), appelé également Viréo de Jamaïque ou Viréo modeste, est une espèce de passereau placée dans la famille des Vireonidae.

## Répartition
Cet oiseau est endémique de la Jamaïque. 

## Habitat
Il vit dans les forêts subtropicales ou tropicales sèches, les forêts subtropicales ou tropicales humides de basse altitude et dans les zones boisées fortement dégradées.